# Tamishi
Tamishi (en georgiano: ტამიში; en abjasio: Тамшь, romanizado: Tamysh) es un pueblo que pertenece a la parcialmente reconocida República de Abjasia, dentro del distrito de Ochamchira, aunque de iure es parte del municipio de Ochamchire de la República Autónoma de Abjasia de Georgia.

## Geografía
Tamishi se encuentra en la costa del mar Negro y está a 14 km al noroeste de Ochamchire. Además el río Toumish desemboca en el pueblo. Limita con Kutoli en el norte; Kindgi en el oeste, y Labra y Aradu en el este. Las aldeas de Anuarju, Nagbou, Naochi y Tskrishi están bajo la administración del pueblo.

## Historia
A finales del siglo XIX y principios del XX, un gran número de mingrelianos y armenios se establecieron en Tamishi, además de algunos rusos y turcos. En tiempos de Stalin se convierte en uno de los centros de asentamiento de campesinos de Georgia occidental.
Desde el comienzo de la guerra de Abjasia (1992-1993), Tamishi se convirtió en una zona en disputa controlada principalmente por el lado georgiano (aunque partisanos abjasios controlaban la aldea de Anuaa-Rhu). Aquí se produjo la batalla de Tamishi el 2 de julio de 1993, en el que 600 tropas abjasias desembarcaron cerca del pueblo. La parte georgiana perdió unos 300 combatientes como resultado de varios días de lucha. A pesar de las grandes pérdidas, los soldados georgianos pudieron repeler el desembarco y mantener sus posiciones.
Tamishi fue destruido casi por completo tras la guerra. Los georgianos del pueblo lo abandonaron y sólo una pequeña parte de los abjasios exiliados retornó (el resto se quedó en los Sujumi o el distrito de Gulripshi).

## Demografía
La evolución demográfica de Tamishi entre 1926 y 2011 fue la siguiente:
| 1470                                                | 1762 | 1826 | 549 |
| (Fuente: Population of Abkhazia since Soviet times) |      |      |     |

La población de Tamishi ha disminuido la población casi un 70% (la mayoría de la población que se fue era en su mayoría georgiana) tras la guerra de Abjasia, en lo que se llama la limpieza étnica de georgianos en Abjasia. Anteriormente hubo una igualdad de números entre las comunidades georgiana y abjasia, pero hoy en día son mayoritarios los abjasios étnicos.
|              | 2011      | 2011       |
| Grupo étnico | Población | Porcentaje |
| ------------ | --------- | ---------- |
| Georgianos   | 23        | 4,2%       |
| Abjasios     | 486       | 88,5%      |
| Rusos        | 20        | 3,6%       |
| Armenios     | 6         | 1,1%       |
| Griegos      | 1         | 0,2%       |
| Total        | 549       | 100%       |

## Personajes ilustres
- Aslan Bzhania (1963): político abjasio que ejerce el papel de presidente de Abjasia desde 2020.